# Hnědozem

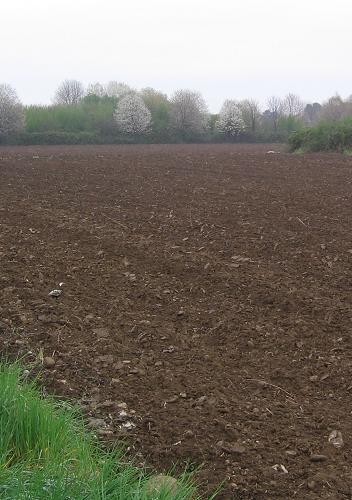
Hnědozem

Hnědozem (HM) je půdní typ typický svou hnědou barvou, od níž je odvozen jeho název. Vzniká půdotvorným procesem zvaným ilimerizace. Je méně kvalitní než černozem (vyjma extrémně suchých období). Hnědozemě mají jen málo diferenciované vzájemné půdní horizonty.
Hnědozemě jsou typické pro rovinaté či jen mírně zvlněné oblasti, kde se dříve vyskytovaly spraše či sprašové hlíny vznikající převážně v dobách ledových v předpolí ledovců. Původní vegetační pokrytí bylo tvořeno listnatým lesem, který později ustoupil zemědělskému využití. V současnosti se jedná o široce využívanou zemědělskou půdu.